# 牛馬
牛马是牛和馬兩種動物的名稱，牛馬合稱常用於于比喻受人驅使的苦力。在中国大陆职场语境中，通常用以比喻在工作中被高强度压榨、缺乏自主性和尊严的劳动者。

## 历史
宋·释道原《景德传灯录·韶州云门山爽和尚》：“问‘受施主供养将何报答？’师曰：‘作牛作马。’”
在中国近代的工人运动中，牛马常用来比喻受剥削的苦工。它是无产阶级文学的常用喻体，如臧克家《有的人》：“有的人俯下身子给人民当牛马。”
“牛马”2020年代又出现在社交平台中并成为流行词，作为对“打工人”一词的进一步演化。与前者略带幽默色彩不同，“牛马”更加强调被剥削感和对现实的不满，常与“摆烂”、“躺平”等词一同出现，表现出消极反抗的社会情绪。该词常带有自嘲或讽刺意味，反映出青年群体在就业压力、薪资不公等问题下的无奈与不满。

## 社会背景
中国劳动者面临加班普遍、待遇低下、维权难的严峻现实。虽然法律规定了《劳动法》，但执行不力，工会普遍受政府控制，难以真正代表和维护工人權益。许多基层劳动者对工会失望，维权渠道有限，劳动争议常因企业和地方政府利益绑定而难以公平解决。劳动者在工作和薪资上既受到剝削和壓榨，又缺少有效组织和法律支持，陷入无力抗争的困境。